# Braunschweigs voetbalkampioenschap 1912/13
In 1912/13 werd het negende Braunschweigs voetbalkampioenschap gespeeld, dat georganiseerd werd door de Noord-Duitse voetbalbond. Eintracht Braunschweig werd kampioen en plaatste zich voor de Noord-Duitse eindronde. De club versloeg Hannoverscher FC 96 en Victoria Hamburg en werd kampioen.
Door omstandigheden werd de Noord-Duitse finale pas gespeeld na de eindronde om de Duitse landstitel waardoor de club hier niet aan kon deelnemen. Na dit seizoen startte de Noord-Duitse voetbalbond met één competitie als hoogste klasse voor de hele regio. Enkel Eintracht Braunschweig kwalificeerde zich uit deze competitie. Door het uitbreken van de Eerste Wereldoorlog werd deze competitie na één jaar weer afgevoerd en werd alles weer zoals de voorgaande jaren.

## Eindstand
| Plaats | Club                            | Wed. | W | G | V | Saldo | Ptn   |
| ------ | ------------------------------- | ---- | - | - | - | ----- | ----- |
| 1.     | FC Eintracht Braunschweig       | 10   | 8 | 0 | 2 | 48:1  | 16:4  |
| 2.     | FC Eintracht Braunschweig II    | 10   | 7 | 0 | 3 | 26:7  | 14:6  |
| 3.     | MTV 1847 Braunschweig           | 10   | 5 | 0 | 5 | 10:24 | 10:10 |
| 4.     | FC Britannia 07 Braunschweig    | 10   | 5 | 0 | 5 | 7:28  | 10:10 |
| 5.     | FC Sportfreunde 04 Braunschweig | 10   | 3 | 0 | 7 | 20:23 | 6:14  |
| 6.     | SC Acosta 06 Braunschweig       | 10   | 2 | 0 | 8 | 10:38 | 4:16  |

|  | Kampioen |